# André de Dienes
André de Dienes (* 13. Dezember 1913 in Torja bei Kézdivásárhely; † 11. April 1985 in Hollywood, Kalifornien) als Andor György Ikafalvi-Dienes war ein US-amerikanischer Fotograf ungarischer Abstammung.

## Leben
Nach dem Selbstmord seiner Mutter verließ er mit 15 Jahren seine Heimat und reiste durch Europa, meist zu Fuß, bis er in Tunesien sesshaft wurde, wo er in verschiedenen Gelegenheitsjobs arbeitete, zu malen lernte und seine erste Kamera erwarb, eine 35 mm Retina. 1933 kam er nach Paris, um Kunst zu studieren, und kaufte seine erste Rolleiflex-Kamera.
Fasziniert von der Aufnahme von Bildern, begann er, Fotos an Verlage zu verkaufen, darunter an L’Humanité, die Zeitung der Kommunistischen Partei Frankreichs (PCF). Darüber hinaus arbeitete er für die Nachrichtenagentur Associated Press (AP). 1936 ermutigte ihn der berühmte Pariser Couturier Edward Molyneux, Modefotograf zu werden.
Mit Hilfe des Herausgebers des Magazins Esquire, Arnold Gingrich, emigrierte de Dienes 1938 in die USA und ließ sich in New York nieder, um für Esquire, Vogue, Life und Montgomery Ward zu arbeiten. Seinen Urlaub verbrachte er mit Reisen durch das Land und fotografierte dabei die grandiosen Szenerien der westlichen Staaten sowie Indianer der Hopi, Navajo und Apachen.
Unzufrieden mit den Beschränkungen der Modefotografie übersiedelte de Dienes 1944 nach Hollywood, wo er seine wahre Leidenschaft, die Aktfotografie und das Fotografieren im Freien entdeckte. Als emotionaler und passionierter Fotograf wollte er mit seinem Objektiv die Schönheiten der Natur sichtbar machen. In dem Bemühen, seine Fotografien so wahr wie das Leben zu machen, hat er sie niemals retuschiert. Er war überzeugt, dass man für gute Fotografien über große Geduld, Vorstellungsvermögen und Standhaftigkeit verfügen sollte, und über die Fähigkeit, gleichzeitig Wahrheit und Schönheit zu enthüllen.
André de Dienes arbeitete freiberuflich für diverse Filmstudios und fotografierte zahlreiche Stars, darunter Marlon Brando, Elizabeth Taylor, Henry Fonda, Shirley Temple, Fred Astaire, Ingrid Bergman, Ronald Reagan, Jane Russell und Anita Ekberg. Er wurde bald als einer der besten Glamour-Fotografen bekannt. Mehrere Artikel dokumentieren seine Pionierleistungen auf Gebieten wie der Dunkelkammertechnik und der Fotomontage, erschienen in U.S. Camera, Figure Quarterly, Figure Annual, Classic Art Photography und vielen anderen.
1945 trifft er durch die Vermittlung einer Agentin die damals 19-jährige Norma Jeane Dougherty, die spätere Marilyn Monroe, und ist sofort fasziniert von ihrer jugendlichen Frische und ihrem fotogenen Sexappeal. André de Dienes wird der Erste, der sie für einen Model-Job engagiert. Eine fünfwöchige Foto-Tour durch Kalifornien, Nevada und New Mexico endet mit einer Liebesaffäre und zahlreichen Titelbildern für Zeitschriften in aller Welt, die aus dem Pin-up-Girl bald einen Superstar machen. Auch nach dem Ende ihrer Romanze setzen beide ihre gemeinsame Arbeit bis Ende 1960 fort. Heute gelten de Dienes Studien der Monroe als die besten, die es überhaupt von ihr gibt.
Die Aktfotos von André de Dienes wurden in 24 Büchern in den USA, in England und Deutschland veröffentlicht. Postum erschienen 1985 Marilyn mon amour mit den Memoiren von de Dienes und 2002 der luxuriöse Bildband Marilyn. Newsweek stellte das Werk in einer sechsseitigen Titelstory vor.
André de Dienes war zweimal verheiratet; beide Ehen blieben kinderlos. 1985 starb er an Krebs. Seine zweite Ehefrau, Shirley T. Ellis de Dienes, verwaltete bis zu ihrem Tod (2009) das legendäre Bildarchiv ihres verstorbenen Gatten.

## Publikationen (Auswahl)
- The  Nude. The Bodley Head, London 1956.
- Nude Pattern. The Bodley Head, London 1958.
- Best Nudes. The Bodley Head, London 1962.
- Natural Nudes. Amphoto, New York 1966.
- The Glory of de Dienes Women. Elysium, Los Angeles 1967.
- Naked Women. Lyle Stuart, New York 1968.
- Western Nudes. Bell, New York 1968.
- Nude Variations. Amphoto, Garden City 1977.
- Marilyn, mon amour. The private album of André de Dienes, her preferred photographer. St. Martin’s Press, New York 1985 (dt. Schirmer/Mosel, München 1986).
- Marilyn. Herausgegeben von Steve Crist und Shirley T. Ellis de Dienes. Taschen, Köln  2002, ISBN 3-82281467-9.
- Studies of the Female Nude. Twin Palms Pub, Santa Fe 2005, ISBN 1-931885-39-7.